# Mercœur (Corrèze)
 Mercœur  (en occitano Mércuer) es una comuna  y población de Francia, en la región de Lemosín, departamento de Corrèze, en el distrito de Tulle. Es la cabecera del cantón de su nombre.
Su población en el censo de 2008 era de 245 habitantes.
No está integrada en ninguna Communauté de communes.